# Instalacja do odkażania sprzętu i uzbrojenia ADM-750
Instalacja do odkażania sprzętu i uzbrojenia ADM-750 – zestaw chemiczny produkcji radzieckiej montowany na samochodzie służący do prowadzenia odkażania, dezynfekcji i dezaktywacji sprzętu wojskowego. Wykorzystywany między innymi przez pododdziały wojsk chemicznych ludowego Wojska Polskiego.

## Opis instalacji ADM-750
Instalacja ADM-750 znajdowała się między innymi na wyposażeniu pododdziałów obrony przeciwchemicznej ludowego Wojska Polskiego. Przeznaczona była do odkażania, dezaktywacji i dezynfekcji uzbrojenia i sprzętu bojowego płynnymi odkażalnikami lub rozpuszczalnikami, oraz do napełniania naczyń płynnym odkażalnikiem lub rozpuszczalnikiem. Urządzenia specjalne instalacji były zamontowane na samochodzie ciężarowym ZIS-5, a później na GAZ-63. Obsługę instalacji stanowiło czterech żołnierzy. Wyposażenie instalacji umożliwiało rozwinięcie jednocześnie 5 – 8 stanowisk roboczych. Została wycofana z użycia w latach 60. XX w..

## Skład instalacji ADM-750
W skład instalacji wchodziły:
- trzy 250 dm³ beczki na odkażalnik,
- pompa ręczna[a]
- węże ssące i tłoczące
- dwie szafki[b].

System zasilania instalacji składał się z:
- pompy ręcznej z kranem trójdzielnym,
- węża ssącego i kolektora z pięcioma sztucerami[c].